# Panamazaunkönig
Der Panamazaunkönig (Cantorchilus elutus) ist eine Vogelart aus der Familie der Zaunkönige (Troglodytidae), die im Südwesten Costa Ricas und dem Westen Panamas verbreitet ist. Der Bestand wird von der IUCN als nicht gefährdet (Least Concern) eingeschätzt. Die Art gilt als monotypisch.

## Merkmale
Der Panamazaunkönig erreicht eine Körperlänge von etwa 12,5 bis 14,0 cm. Er ist farblich eher ein langweiliger Vogel mit matter Färbung, ohne starke Gesichtsmarkierungen oder auffälligen Streifen. Beide Geschlechter ähneln sich und haben einen schmalen weißen Überaugenstreif, sowie einen graubraunen Zügel und Augenstreif. Die Backen und Ohrdecken sind dunkel gräulich-braun und grauweiß gefleckt. Der Oberkopf ist matt graubraun, der Rücken graubraun und der Bürzel rostbraun. Die Handschwingen und die Armschwingen wirken warm braun mit undeutlichen dunkleren Streifen. Die Steuerfedern sind matt rostbraun mit engen dunkleren Binden. Die Kehle ist weiß, die Brust hell gräulich, die Mitte des Bauchs gräulich weiß. Die Flanken, die Bauchseiten und die Unterschwanzdecken sind gelbbraun bis zimtfarben. Der Oberschnabel ist schwarz, der Unterschnabel gräulich und die Beine bläulich-schiefer bis matt grau.

## Verhalten und Ernährung
Die Ernährung des Panamazaunkönigs ist bisher nicht gut erforscht, ähnelt aber vermutlich der des Cabaniszaunkönigs (Cantorchilus modestus) und besteht deswegen größtenteils aus Gliederfüßern und Wirbellosen. Trotzdem wurden auch erwachsene Tiere dabei beobachtet, wie sie ihre Nestlinge mit Beeren fütterten. Außerdem wurde er dabei beobachtet, wie er die Eier anderer Arten angriff. Dieses Verhalten diente vermutlich weniger der Ernährung, sondern dem Zweck Mitstreiter um Futter zu eliminieren. Normalerweise ist er in Paaren unterwegs und sucht sein Futter in den unteren dichten Straten. Gelegentlich ist er auch in den höheren Bäumen unterwegs.

## Lautäußerungen
Der Gesang des Panamazaunkönigs besteht aus einem lauten Grundmuster aus drei bis vier Pfiffen, die wie tschin-tschir-gui oder tschin-tschiri-gui klingen. Gelegentlich geben diese nur die Männchen von sich, doch regelmäßig erschallt dieser völlig antiphonisch durch beide Geschlechter. Das Männchen gibt dabei die ersten zwei oder drei Töne von sich, die das Weibchen dann abschließt. Männchen ohne Partner singen sanfter und weniger schrill. Gerade entflogene Nestlinge singen sehr unterschiedlich zu erwachsenen Vögeln. Dieses hört sich dann wie ein chaotisches abschweifendes Lied an, welches sehr an die Katzendrossel (Dumetella carolinensis) erinnert. Außerdem gibt er raue tschur und klingelnde tschi-tschi-tschi-Laute von sich.

## Fortpflanzung
Der Brutsaison des Panamazaunkönigs ist nicht sehr gut erforscht. Außer der Beschreibung der Neststruktur einiger Nester ist wenig über Brutbiologie- und -verhalten bekannt. Ebenso fehlen Daten zur Brutsaison des Vogels. In Costa Rica scheint die Brutsaison sich lange hinzuziehen. So fand man aktive Nester von Januar bis September. Vermutlich ist das in Panama sehr ähnlich, doch gibt es nur einen Bericht über ein aktives Nest im Mai. Die Nester waren in Sekundärvegetation gebaut, an Waldrändern und in wirren Ranken. Die Nester befanden sich normalerweise in 0,5 bis 3 Meter über dem Boden. Das elliptische Nest hat eine kurze horizontale Achse mit kreisförmigem, leicht nach unten gerichtetem und manchmal durch einen kurzen Sturz geschütztem Eingangsloch. Es wird aus Gräsern und Pflanzenfasern hergestellt und mit Pflanzendaunen oder -federn ausgekleidet. Die Schlafstellennester ähneln den Brutnestern, sind aber viel dünner und meist nicht mit Daunen ausgelegt. Ein Gelege besteht aus zwei weißen Eiern ohne Flecken. Die Bebrütung erfolgt ausschließlich durch das Weibchen und dauert ca. 18 Tage. Wie sich die Eltern um die Versorgung der Nestlinge kümmern, ist nicht bekannt. Nach ca. 13 bis 14 Tagen oder mehr werden die Nestlinge flügge. Ein Mal wurde beobachtet, wie ein Streifenkuckuck (Tapera naevia) das Nest als Wirtsnest für seine Eier nutze.

## Verbreitung und Lebensraum
Der Panamazaunkönig kommt in der südlichen Hälfte der pazifiknahen Berge von Costa Rica bei San Isidro de El General südlich und östlich bis in die Zone des Panamakanals vor. Hier bevorzugt er Waldränder, Sekundärvegetation, gut angelegte Gärten, Zitrusplantagen mit Epiphyten und ähnliche Lebensbedingungen. Meist sind das feuchte Wälder, doch meidet er dichte nasse Wälder. Er bewegt sich in Höhenlagen von Meeresspiegel bis 2000 Metern.

## Migration
Es wird vermutet, dass der Panamazaunkönig ein Standvogel ist.

## Etymologie und Forschungsgeschichte
Die Erstbeschreibung des Panamazaunkönigs erfolgte 1902 durch Outram Bangs unter dem wissenschaftlichen Namen Thryophilus modestus elutus. Das Typusexemplar wurde von Wilmot Wood Brown Jr. (1868–1953) im Monumento Natural Loma de León gesammelt. 2006 führte Nigel Ian Mann, Frederick Keith Barker, Jefferson Alden Graves, Kimberly Anne Dingess-Mann und Peter James Bramwell Slater die für die Wissenschaft neue Gattung Cantorchilus ein. Dieser Name leitet sich von »cantus« für »Lied« und »orkhilos ορχιλος« für »Zaunkönig« ab. Der Artname »elutus« bedeutet »ausgewaschen« von »eluere« für »auswaschen«.